# Nalla Tan
Nallammah « Nalla » Ruth Tan, née le 12 mai 1923 à Ipoh en Malaisie, morte le 27 mars 2012 à Singapour, est une médecin singapourienne, pédagogue, défenseure des droits des femmes et écrivaine. 
Elle est connue pour ses plaidoyers précoces en faveur de l'éducation sexuelle et de l'éducation à la santé publique à Singapour, ainsi que pour ses positions contre la discrimination sexuelle et pour les droits des femmes.
Elle est également connue comme écrivaine, pour sa poésie, ses nouvelles et sa chronique hebdomadaire.

## Biographie

### Jeunesse
Nalla Tan est née Nallammah Navarendam le 12 mai 1923 à Ipoh en Malaisie,. Les parents de Nalla Navarendam sont enseignants ; elle était la quatrième d'une fratrie de six enfants.

### Formation
Nalla Navarendam suit les cours de l'école méthodiste pour filles d'Ipoh. Elle obtient en 1952 sa licence de médecine, diplôme décerné par l'université de Malaisie. Elle déclare plus tard qu'elle voulait devenir avocate, mais qu'elle avait choisi la médecine parce qu'il n'y avait pas de faculté de droit à l'époque à l'université.

### Responsabilités académiques et universitaires, préconisations
Après ses études, elle devient officier de santé du gouvernement, puis cadre administratif au ministère de la Santé. Dans les années 1960, elle préconise l’introduction d’une éducation sexuelle et sanitaire dans les écoles. Elle dirige plus tard le comité de l'Association médicale de Singapour qui doit organiser le premier programme de santé publique à Singapour.
De 1967 à 1971, elle est directrice de l'Eusoff College, qui fait partie de l'Université nationale de Singapour. Elle est aussi membre du corps professoral de l'université. Au cours des années 1970, elle commence à écrire des chroniques dans les journaux et à prononcer des discours contre la discrimination fondée sur le sexe. Elle évoque l'idée de créer un département des « Affaires féminines » au sein du gouvernement. En 1975, Nalla Tan, avec Chan Choy Siong et Lim Kim Choo, sont récompensées par les Outstanding Women Awards pour leur travail en faveur des droits des femmes à Singapour.
Nalla Tan obtient son doctorat en médecine en 1975. L’année suivante, elle est promue professeure assistante à l’université. Elle devient membre de la faculté de médecine communautaire du Collège royal des médecins en 1978 ; elle en devient membre cinq ans après.

### Clinique
Lorsqu’elle prend sa retraite de l’université, elle dirige une clinique privée de son domicile pendant plusieurs années.
Nalla Tan siège au Présidium du Conseil méthodiste mondial (WMC) de 1976 à 1981 et au Comité de la vie familiale du WMC de 1976 à 1991. Elle est la première Singapourienne à être élue au Présidium. Elle reçoit l'Ordre honorable de Jérusalem pour son travail au sein du conseil et au sein de la communauté méthodiste.

### Maladie; décès
Elle commence à présenter des symptômes de la maladie d'Alzheimer au début des années 2000. Elle meurt à l'hôpital Tan Tock Seng de Singapour le 27 mars 2012, à la suite d'une infection pulmonaire qui a dégénéré en pneumonie. 
Nalla Tan est intronisée en 2015 au Temple de la renommée des femmes de Singapour.

## Écrits

### Poésie et nouvelles
Nalla Tan commence à écrire de la poésie en tant que jeune adulte, mais ne se met à écrire sérieusement qu'après son congé de maternité en 1961. Le mari de Nalla Tan, Tan Joo Liang, l'encourage à développer son style d'écriture personnel pendant son congé. C'est à cette époque qu'elle écrit sa première nouvelle, Robert et les betteraves. En 1974, sa nouvelle La Déesse de la Miséricorde est diffusée sur la BBC. 
Une anthologie de fiction féminine, intitulée The Sun in Her Eyes: Stories by Singapore Women (1976), fait reconnaître ses écrits. C'est la première fois que des nouvelles écrites par des femmes singapouriennes sont rassemblées dans une anthologie. Elle figure également dans Singapore Short Stories Volume II (1978). Le recueil de ses nouvelles, Hearts and Crosses (1989), intègre ses propres expériences personnelles et se déroule à Singapour. Beaucoup de ses nouvelles sont caractérisées par le sens de l'ironie et par une fin inattendue.
La poésie de Nalla Tan est qualifiée d '« essentiellement féminine » par The Straits Times, même si Nalla Tan elle-même ne s'est jamais sentie comme une « femme écrivain » et est principalement influencée par des écrivains masculins lorsqu'elle est jeune adulte. Le Times décrit également à quel point sa poésie satirique a un sens de « l'humour sec ».

### Ouvrages éducatifs
Son œuvre de non-fiction porte notamment sur les questions familiales et sociales, ainsi que sur la fourniture d'informations éducatives sur la puberté et la santé sexuelle. Ses livres d'éducation sanitaire, You Need to Know (1976) et Beyond Your Navel (1977) sont écrits dans un « style inimitable et bavard » selon The Straits Times.
Beyond Your Navel aborde la santé sexuelle et émotionnelle, décomposant les idées en sections claires et simples pour une meilleure compréhension. Elle parle également de la toxicomanie dans le livre.

### Chronique
Nalla Tan écrit par ailleurs une chronique hebdomadaire dans le Sunday Times intitulée « You » dans laquelle elle discute des problèmes auxquels de nombreux lecteurs étaient confrontés, de la politique et du développement de la communauté.

## Principales œuvres
- The Collected Poems of Nalla Tan, Singapore, Times Books International, 1998 (ISBN 9789812048431).
- Hearts and Crosses, Singapore, Heinemann Asia, 1989 (ISBN 9789971641979).
- Nalla on Sunday, Singapore, Times Books International, 1985 (ISBN 9789971652333).
- Beyond Your Navel, Singapore, Federal Publications, 1977 (OCLC 36124482).
- You Need to Know, Singapore, Federal Publications, 1976 (OCLC 64013693).